# 阿拉克妮星
阿剌克涅星（407 Arachne）是一颗围绕太阳公转的小行星。1895年10月13日，由德國天文學家马克斯·沃夫在德國海德堡王座山天文台發現。。
該小行星以羅馬神話中的人物阿剌克涅命名，她有一雙極度擅長編織和刺繡的巧手。
这颗小行星直徑95.07（±5.4）公里，的绝对星等为9.23等。

## 外部連結
- Asteroid Lightcurve Database (LCDB) （页面存档备份，存于）, query form (info （页面存档备份，存于）)
- Dictionary of Minor Planet Names, Google books
- Discovery Circumstances: Numbered Minor Planets (10001)-(15000) （页面存档备份，存于） – Minor Planet Center
- 阿拉克妮星 at AstDyS-2, Asteroids—Dynamic Site
  - Ephemeris · Observation prediction · Orbital info · Proper elements · Observational info
- NASA JPL小天體瀏覽器上的阿拉克妮星

| 前一小行星： 小行星406 | 小行星列表 | 後一小行星： 小行星408 |